# Die Reisen des Santiago Calatrava
Die Reisen des Santiago Calatrava ist ein Schweizer Dokumentarfilm von Regisseur Christoph Schaub aus dem Jahr 1999. Der Film bildet für Schaub vorerst den Schlusspunkt einer Reihe von vorhergegangenen filmischen Arbeiten über Architektur (Il girasole: una casa vicino a Verona, 1995; Lieu, Funcziun e furma – L’architectura da P. Zumthor e Gion Caminada, 1996; Il project Vrin – Das Vrin-Projekt, 1999).

## Handlung
Der Film nähert sich Santiago Calatrava, der sowohl Architekt als auch Bauingenieur ist. Seine Bauten auf der ganzen Welt sind ebenso populär wie umstritten. Calatrava wird zu seinen Baustellen begleitet, wo ein Einblick in den hektischen Alltag gewährt wird, während beim Zeichnen unterwegs die Ruhe an sich dominiert. Die Reise führt von Bahnhöfen über Brücken zu Konzertsälen, Flughäfen und Türmen. Sie ermöglicht eine Begegnung mit Bauwerken als Skulpturen, mit dynamischem Gleichgewicht, in erstarrten Bewegungen und Formen, die an Natur erinnern.

## Kritiken
„Christoph Schaubs filmisches Porträt ist eine berauschende Hommage an den Künstler, Ingenieur, Architekten, Urbanisistiker und Manager Calatrava, mit fachübergreifenden Überlegungen zu Wahrnehmung und Wirkung von Architektur.“

„Schaub beschäftigte sich neben Spielfilmen wiederholt mit architektonischen Themen. Nun glückte ihm ein fesselndes Werkporträt über den spanischen Plastiker, Bauingenieur und Architekten. Schaub konzentriert sich auf wenige Projekte, die Calatravas Philosophie der Architektur der Bewegung und der Veränderbarkeit der Räume veranschaulichen. Die Kamera Matthias Kälins fing den Zusammenklang der Bauelemente geschickt ein. Ein höchst gescheiter Beitrag zur Architektur, zu Möglichkeiten und Risiken sowie zur Umwelt.“

„Die sinnfällige duale Sichtweise ist in eine den ganzen Film durchziehende Parallelmontage zweier unterschiedlichen Bildarten übergeführt. Präzis gestaltete Aufnahmen zeigen den Künstler Calatrava beim geduldigen Zeichnen in der Abgeschiedenheit der Wohnung. Und ein reiner visueller Genuss sind die betörend schönen Ansichten der gebauten Resultate. (…) Das aus spürbarer Nähe gezeichnete, einfühlsame Porträt ermöglicht eine aufschlussreiche Binnensicht auf ein herausragendes, in seiner formalen Ausgestaltung auffallend unschweizerisches Werk.“